# Schloss Colmdorf
Schloss Colmdorf oder auch Schloss Carolinenruhe liegt im Stadtteil Colmdorf in Bayreuth.

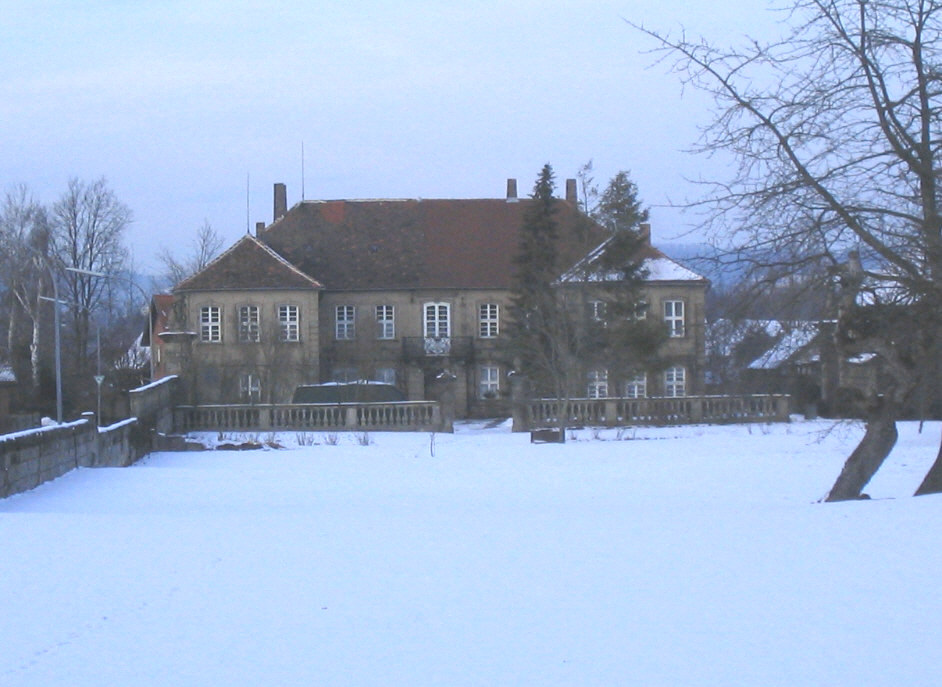
Schloss Colmdorf im Winter

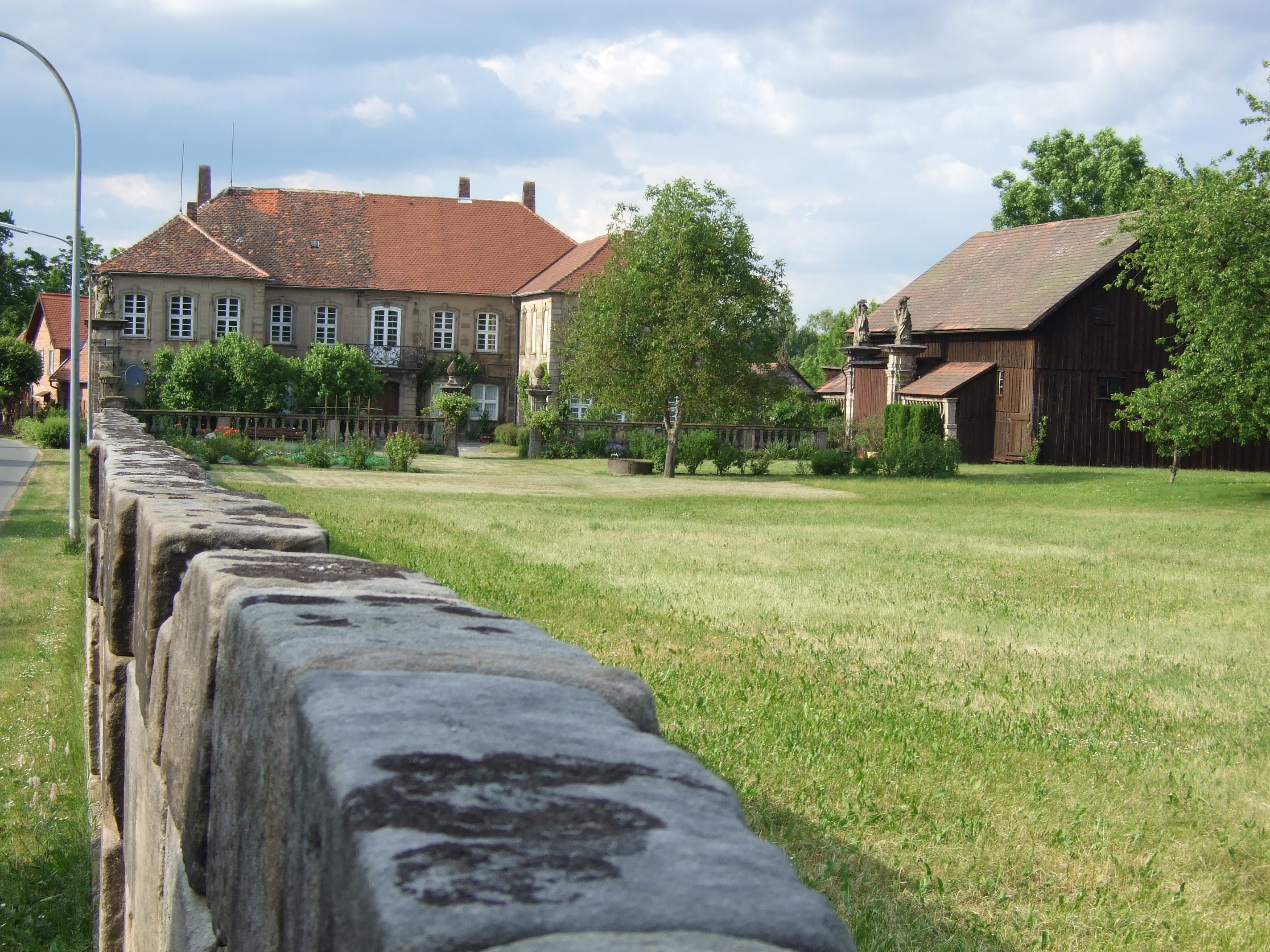
Schloss Colmdorf im Mai

## Geschichte
Der Ort Colmdorf, damals Kolbendorf genannt, wurde erstmals im Landbuch A des Amtes Bayreuth von 1386 erwähnt. Bereits ab 1421 wurde es nur noch Colmdorf genannt. Der hölzerne Vorgängerbau des heutigen Schlosses stand etwas weiter südlich und wurde ab Mitte des 16. Jahrhunderts in den Urkunden erwähnt. Dieses Schloss aus Holz brannte 1620 ab. 1662 machte Markgraf Christian Ernst das Schloss seiner Gemahlin Erdmuthe Sophie zum Geschenk.
1754 erwarb es der markgräfliche Minister Freiherr von Reitzenstein und ließ es nach dem Abbruch 1754/55 durch den Hofbauinspektor Rudolf Heinrich Richter in seiner heutigen Form neu errichten. Bereits wenige Jahre später kaufte es Markgraf Friedrich zurück und schenkte es seiner zweiten Frau Sophie Caroline Marie von Braunschweig-Wolfenbüttel als Sommersitz. Nach dieser wurde es auch Carolinenruhe genannt. Auf der Südseite des Schlossparks wurde ein kleiner Exerzierplatz für die Leibgarde angelegt, der auch als Abstellplatz für die Kutschen, Kaleschen und Equipagen der markgräflichen Sommergäste diente.
Nach dem Tod des Markgrafen im Jahr 1763 verkaufte Markgräfin Caroline ihren Privatbesitz „Schloss Carolinenruhe samt Gut und allen Ländereien“. In den folgenden Jahren bis 1886 wechselten die Besitzer häufig. 1886 erwarb es der Gärtner Johann Friedrich Popp. Von 1901 bis 1911 wohnte Isolde Beidler, eine Tochter Richard Wagners, mit ihrer Familie im Schloss.
Im Juli 2020 wurde das Anwesen innerhalb der Familie an Christian und Axel Rothenbücher, Enkel aus zweiter Ehe der 1941 verwitweten Katharina Popp, weitergegeben. Bereits in jenem Monat wurden die seit dem Tod des 1941 in Russland gefallenen Gustav Popp unterbrochenen Renovierungsarbeiten wiederaufgenommen. Im ersten Bauabschnitt wurde die Restaurierung des Dachs fortgesetzt und abgeschlossen.

## Architektur
Das Schloss ist zu einem großen Garten hin ausgerichtet. Eine Zufahrt auf der Rückseite ist nicht vorhanden. Es handelt sich um einen fünfachsigen Bau mit zwei dreiachsigen Seitenflügeln. Am Hauptflügel ist ein Balkon mit einem schmiedeeisernen Geländer und den Initialen der Sophie Caroline angebracht.
Den Seitenflügeln vorgelagert sind zwei verzierte Sandsteinportale an der einstigen Zufahrt. Eines davon ist mit einer Scheune verbaut.
An der Grundstücksgrenze zur Königsallee ist das Gardehaus vorgelagert, das in den Jahren 1759 bis 1760 nach Plänen der Bayreuther Hofarchitekten Rudolf Heinrich Richter und Carl von Gontard errichtet wurde. Dort war die markgräfliche Leibgarde untergebracht, wenn die Markgräfin Caroline auf ihrem Sommersitz Schloss Carolinenruhe weilte. Dieses Häuschen wurde bis 2009 als primitive Wohnung genutzt und verfiel zusehends. Durch Notsicherungsmaßnahmen (neues Dach) der unteren Denkmalschutzbehörde (Stadt Bayreuth) wurde der Verfall aufgehalten.

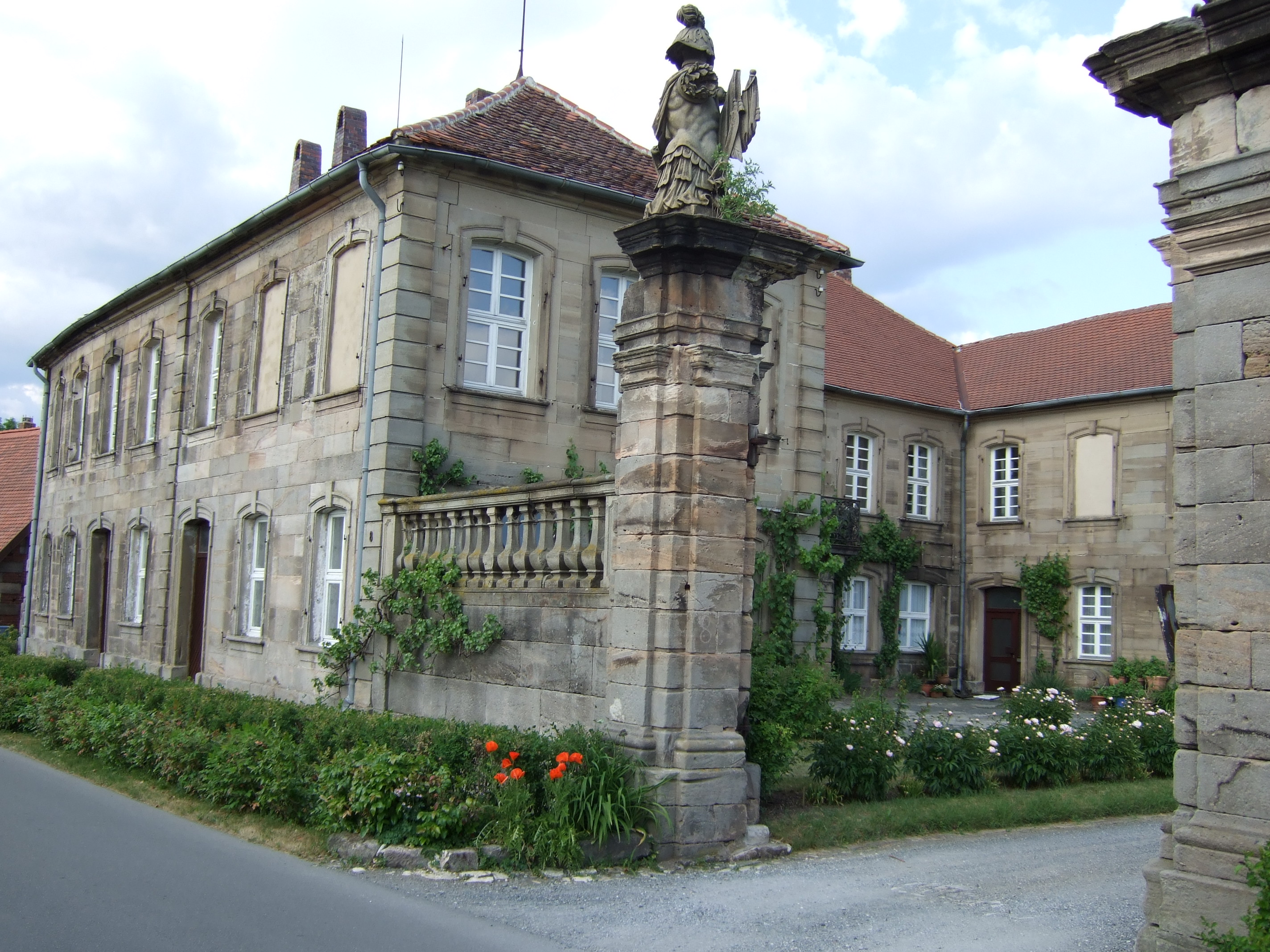
Hauptgebäude
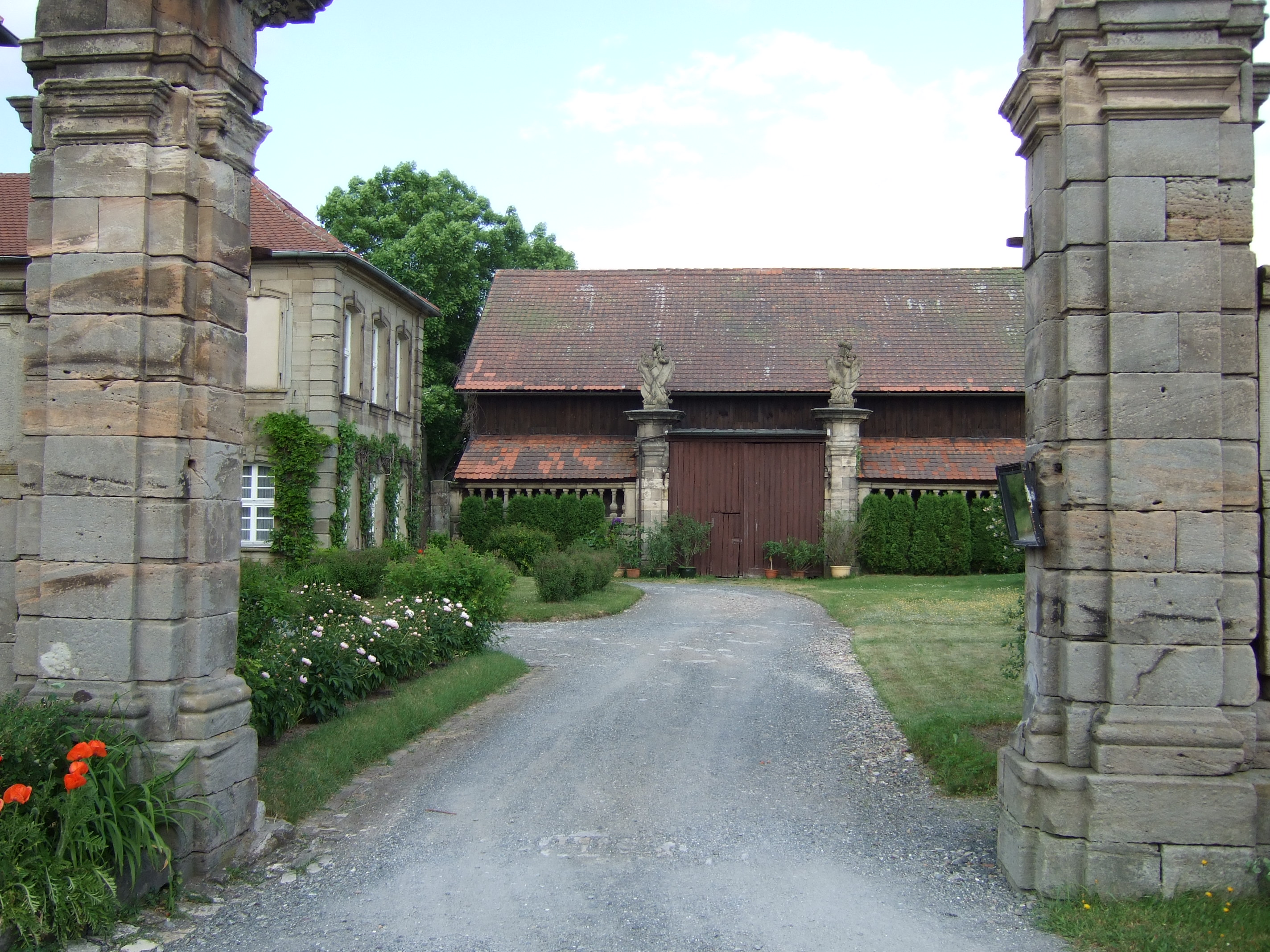
Blick durch das Tor
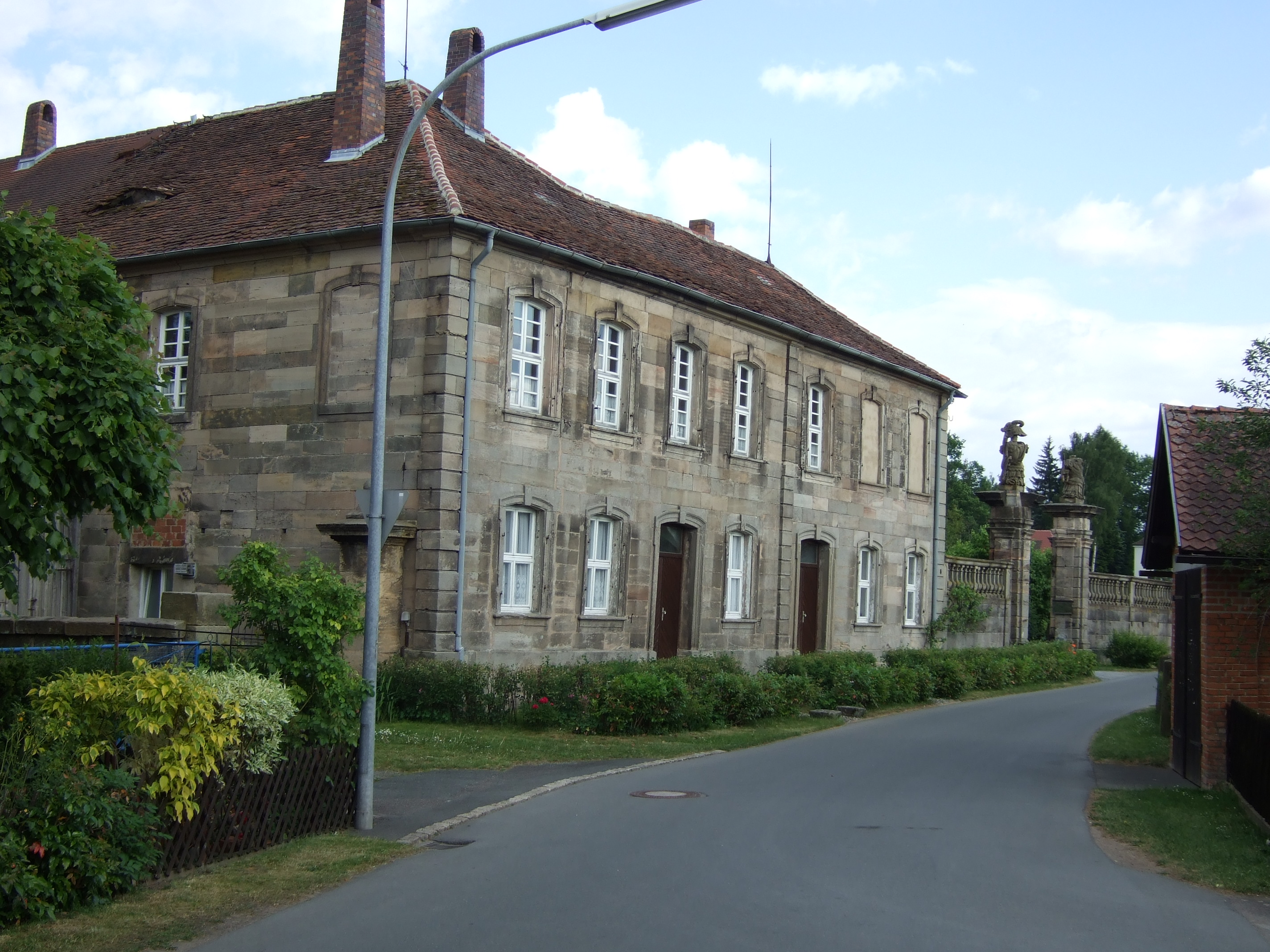
Straßenfront
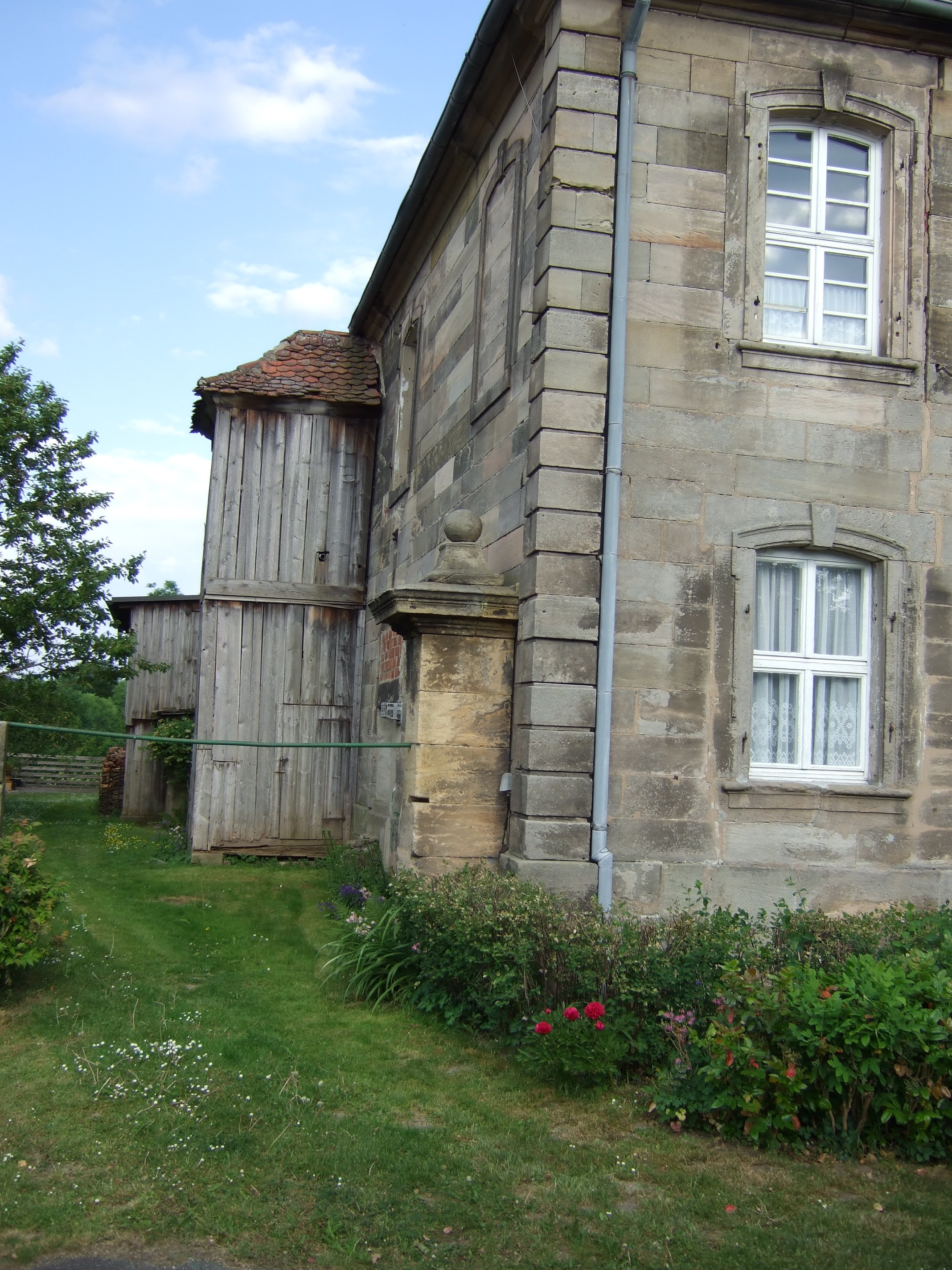
Rückseite des Hauptgebäudes
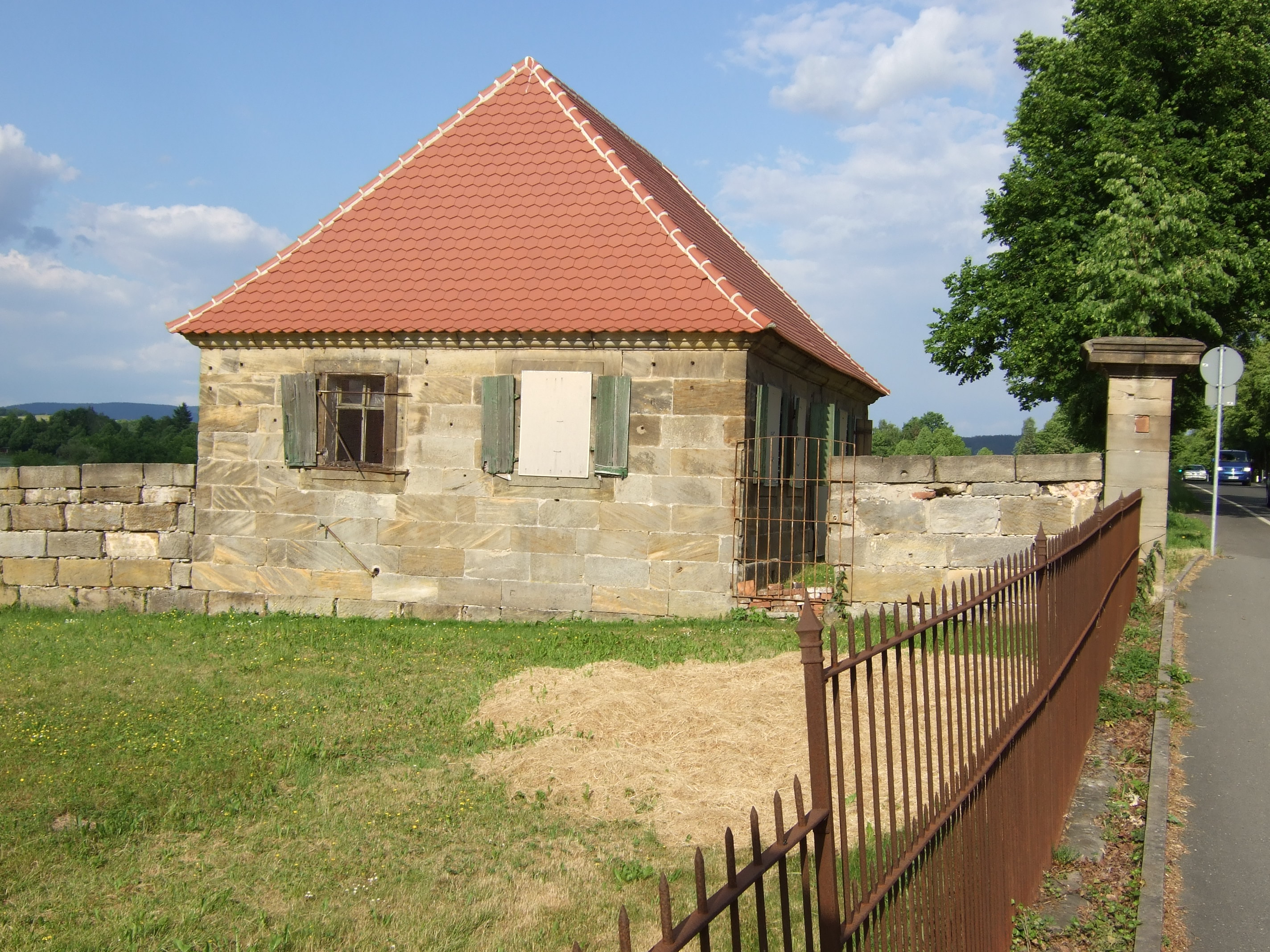
Gardehaus (2012)

## Berühmte Bewohner
- Markgräfin Erdmuthe Sophie, Ehefrau des Markgrafen Christian Ernst
- Sophie Caroline Marie von Braunschweig-Wolfenbüttel, zweite Frau des Markgrafen Friedrich III.
- Hofkapellmeister Franz Beidler mit Ehefrau Isolde
- Herbert Barth, Pressesprecher der Bayreuther Festspiele und
- dessen Frau, die Malerin Hanna Barth